# Lilieae
Lilieae, monofiletički biljni tribus iz porodice ljiljanovki, dio je potporodice Lilioideae. Sastoji se od 4 roda, tipični je Lilium sa preko 120 vrsta rasprostranjenih po velikim dijelovima Euroazije i Sjeverne Amerike.
Tribus je opisan u  Syn. Pl. Fl. Gall.: 159. 30 Jun 1806.

## Rodovi
1. Notholirion Wall. ex Voigt (4 spp.)
2. Cardiocrinum (Endl.) Lindl. (3 spp.)
3. Fritillaria L. (164 spp.)
4. Lilium Tourn. ex L. (122 spp.)